# LUX (marque)
Pour les articles homonymes, voir Lux.

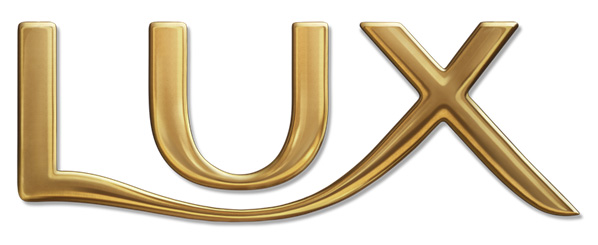
Logo LUX

LUX est une marque mondiale de produits d'hygiène, appartenant à la société de droit néerlandais Unilever. La gamme de produits LUX comprend du savon de beauté, du gel douche, des sels de bain, du shampooing et du baume capillaire. Le siège de l'entreprise est situé à Singapour.

## Histoire

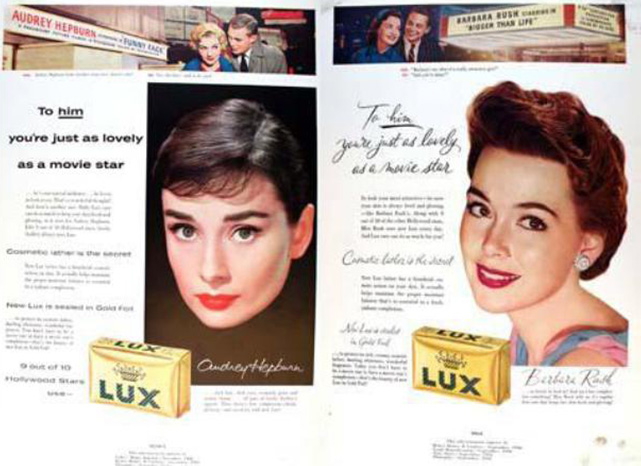
Lux, Audrey Hepburn et Barbara Rush

Le savon de toilette de marque LUX a été créé et lancé en 1925 aux États-Unis par la société Lever (Unilever) qui commercialisait du savon en paillettes. Le nom était à l'origine « Sunlight Flakes » et est devenu « Lux » en 1900. La campagne de publicité du savon de toilette faisait référence aux « French soaps ». On argumentait : « Pourquoi payer un dollar un produit qui vient d'ailleurs alors que LUX ne coûte que 10 cents? »
C'est l'une des premières marques à être annoncée par des célébrités du monde du spectacle : pour cette raison, LUX est aussi connu sous le nom de « savon des stars ». 

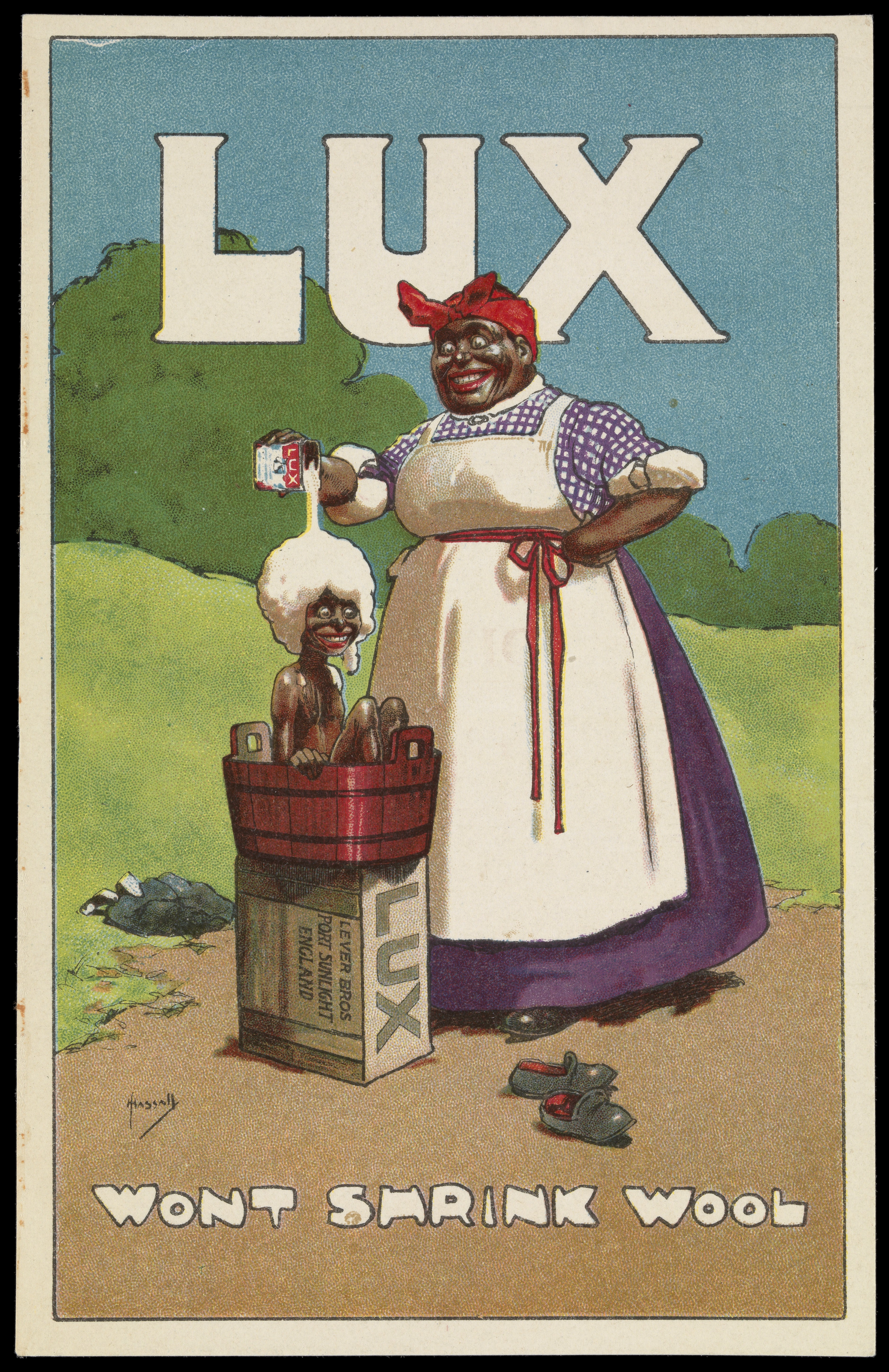
Lux wellcome

Parmi les stars qui ont représentées la marque :
Dorothy Lamour, Joan Crawford, Judy Garland (1939), Marlene Dietrich (1942), Cheryl Ladd, Jennifer Lopez, Elizabeth Taylor, Barbara Rush, Audrey Hepburn, Raquel Welch, Demi Moore, Antonella Lualdi, Sarah Jessica Parker, Catherine Zeta Jones, Rachel Weisz, Anne Hathaway, Valentina Cortese, Marilyn Monroe (1954), Simone Signoret (1954), Catherine Deneuve (1966), Brigitte Bardot (1974), Isabelle Adjani (1982), Sophie Marceau (1986).
La marque LUX est occupe la première place sur le marché au Brésil, en Inde, en Thailande et en Afrique du Sud.